# 秋月種信
秋月 種信（あきづき たねのぶ）は、日向国高鍋藩3代藩主。第2代藩主秋月種春の長男。

## 生涯
万治2年（1659年）、父の死去により跡を継ぐ。父の時代から起こっていた、白井種盛・種重の家老親子がもたらした問題（上方下方騒動）に決着をつけるため、専横はなはだしかった白井一派の多くを粛清した。その上で新たに身分や国にとらわれず有能な人材を登用した。他に高鍋城の整備を行い、延宝元年（1673年）に財部を高鍋と改名した。
天和3年（1683年）、五男で信州長沼藩主となっていた佐久間勝親が改易されたとき、その縁戚に当たることから種信にも2か月間の閉門処分が下された。元禄2年（1689年）2月晦日、次男の種政に家督を譲って隠居し、元禄12年（1699年）7月27日に69歳で死去した。

## 系譜
父母
- 秋月種春（父）
- 佐久間勝之の娘（母）

正室
- 長徳院 ー 松浦隆信の娘

側室
- サワ ー 山名外記の娘
- 吉川氏

子女
- 秋月種恒（長男）生母は長徳院（正室）
- 秋月種政（次男）生母は長徳院（正室）
- 秋月種封（三男）生母は長徳院（正室）
- 佐久間勝親[2]（五男）生母は長徳院（正室）
- 秋月種利
- イヌ ー 早世
- チヨ ー 本堂玄親室
- ナベ ー 花房正矩室
- トリ ー 大森頼隆室
- マツ ー 安部信峯正室
- クニ ー 早世
- マル（六女） ー 松浦重信の養女、織田信明正室
- 娘 ー 早世
- 娘 ー 早世
- ノブ、竹 ー 北条氏朝継々室
- サン ー 早世
- ヒサ ー 早世
- シホ ー 早世
- ヒサ ー 隈江信方室